# Macrojoppa conflata
Macrojoppa conflata là một loài tò vò trong họ Ichneumonidae.